# Michalina Makowiecka

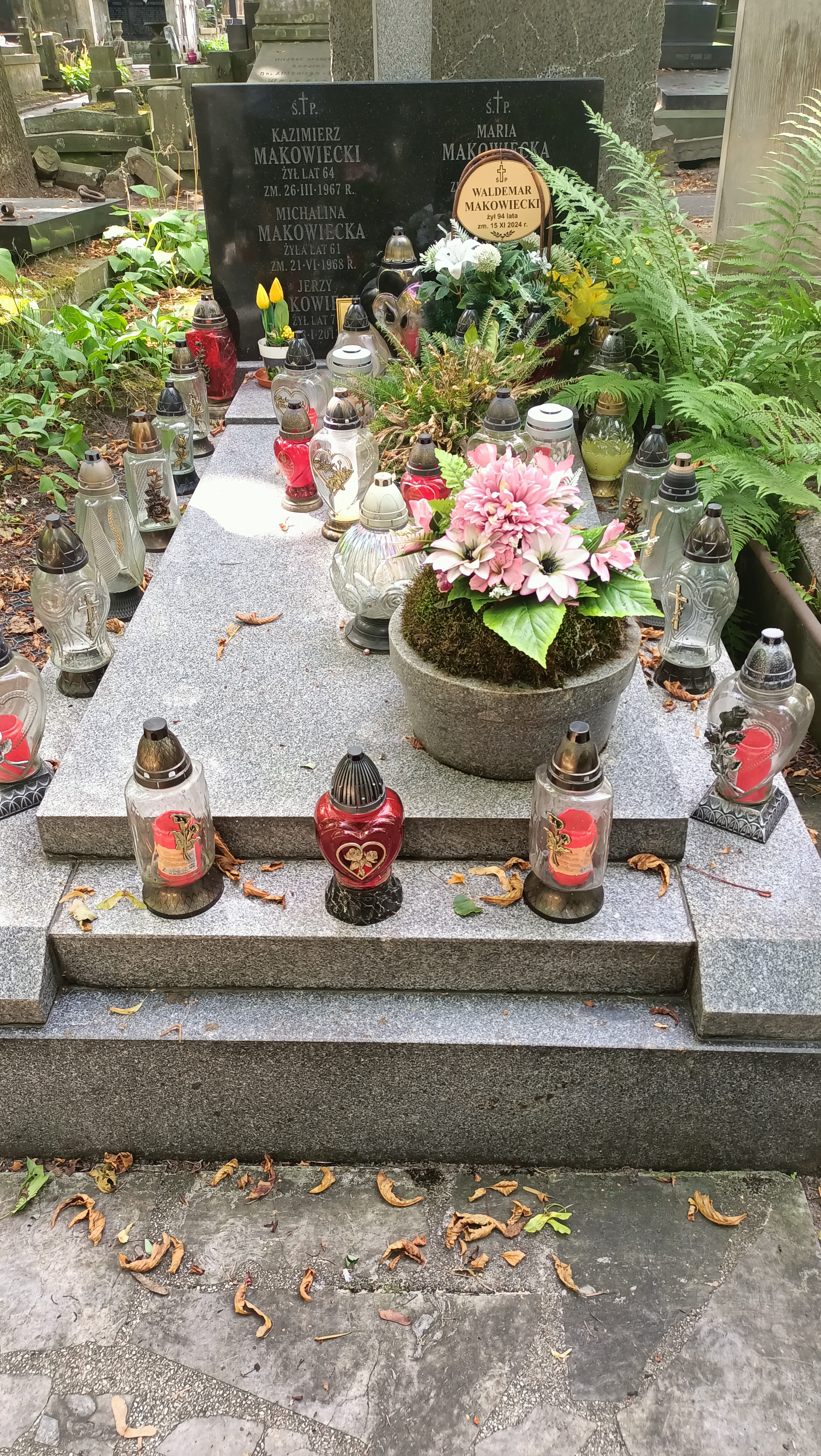
Grób Michaliny Makowieckiej na Cmentarzu Powązkowskim w Warszawie

Michalina Makowiecka (ur. 6 września 1895 w Warszawie, zm. 7 stycznia 1973 w Kartuzach) – polska śpiewaczka, aktorka, kompozytorka i reżyser.

## Życiorys
Urodziła się w Warszawie w rodzinie Feliksa Makowieckiego herbu Dołęga i jego żony Michaliny z domu Świeckiej. Brak jest informacji o jej wykształceniu. W czasie I wojny światowej dawała koncerty dobroczynne na których wykonywała piosenki z własnym tekstem i muzyką akompaniując sobie na fortepianie. W sezonie 1915/16 występowała w Teatrze Nowości jako aktorka i była autorką przekładów librett. Koncertowała w Berlinie i występowała w teatrze Czarny Kot oraz w teatrze Nowym. 
Od 1927 współpracowała z warszawską rozgłośnią Polskiego Radia gdzie stworzyła autorską formę audycji tzw radio-operetkę. W ciągu następnych dziesięciu lat przygotowała pona sto pozycji  audycji radiowych. W Polskim Radio pracowała do września 1939, po wojnie wyjechała na Wybrzeże i zamieszkała w Kartuzach. Wraz z trzecim mężem Aleksandrem Wasielem prowadziła Teatr Ziemi Kaszubskiej. W 1960 reżyserowała "Bajaderę" w teatrze muzycznym w Gdyni. Pod koniec życia spisała pamiętniki dotyczące okresu międzywojennego. Należała do pierwszych członków ZAIKSu i jego czynnych działaczy.
Była trzykrotnie zamężna. Pierwszym mężem był Władysław Rudziński. Około 1926 wyszła za mąż za urzędnika Ludwika Fleiszera. Trzecim jej mężem był Aleksander Wasiel. Zmarła 7 stycznia 1973 w Kartuzach i pochowana jest na cmentarzu powązkowskim w Warszawie razem ze swoim trzecim mężem.

## Występy sceniczne
- Kasia w Baronie Kimmel,
- Leonka w Pięknej Helenie,
- Flora w Orfeuszu w piekle,
- Ida w Zemście nietoperza,
- Kwiaciarka w Dookoła miłości,
- Przyjaciółka Ireny w Historia jednej nocy,